# Emmanuel Culio
Juan Emmanuel Culio est un footballeur argentin né le 30 août 1983 à Mercedes, évoluant au poste de milieu offensif au CFR Cluj.

## Biographie
Il commence sa carrière à 19 ans dans le club du Deportivo Flandria (3e division argentine) avant de rejoindre deux ans plus tard Almagro en 2e division. Il signe ensuite à l'Independiente puis au Racing Club d'Avallaneda où il n'est guère en réussite. Il quitte alors l'Argentine pour le Chili et le club de La Serena. Auteur de très bons matchs avec ce club, il attire l'attention des recruteurs du CFR Cluj (1re division roumaine) qui le font signer lors du mercato d'été 2007. Il contribue au titre de champion de Roumanie lors de la saison 2007-2008, du club de la ville de Cluj-Napoca avec en prime une place qualificative pour les phases de poules de la Ligue des champions. Il se révèle aux yeux de l'Europe entière lors du premier match de Ligue des champions le 16 septembre 2008 face à l'AS Rome où il permet à son équipe grâce à un doublé de s'imposer à Rome (1-2) et par la même occasion de remporter son premier match de son histoire en Ligue des champions. Le lendemain, les dirigeants de la fédération roumaine de football appellent à une naturalisation du joueur pour qu'il puisse évoluer avec l'équipe nationale roumaine, l'intéressé est d'ailleurs prêt pour jouer avec l'équipe de Roumanie.

## Palmarès

### Club
- CFR Cluj
  - Champion de Roumanie en 2008, 2010 et 2018.
  - Vainqueur de la Coupe de Roumanie en 2008, 2009 et 2010.
  - Vainqueur de la Supercoupe de Roumanie en 2009, 2010 et 2018.

- Galatasaray
  - Vainqueur de la Supercoupe de Turquie  en 2012.